# 热稳定性
热稳定性是指物质在相對較高的温度下阻止其化學或物理結構被破壞或出現變化的能力。如果一個物質熱穩定性好，它遇到高溫時就不容易出現分解反应或與其他物質聚合。這些熱穩定性好的物質被視為耐热材料，他們是阻燃剂的原料。热稳定性也是一些蛋白质的特性。热稳定性好的蛋白質在高溫環境下其蛋白质结构也能保持穩定。